# (3023) Heard
(3023) Heard (1981 JS) – planetoida z pasa głównego asteroid okrążająca Słońce w ciągu 3,3 lat w średniej odległości 2,22 j.a. Odkryta 5 maja 1981 roku.